# (668643) 2012 DR30
2012 DR30 là một vật thể ngoài sao Hải Vương và centaur từ đĩa phân tán và/hoặc đám mây Oort bên trong, nằm ở khu vực ngoài cùng của Hệ Mặt Trời. Vật thể có quỹ đạo lệch tâm 0,99 được các nhà thiên văn học quan sát lần đầu tiên với chương trình Spacewatch tại Đài thiên văn Steward vào ngày 31 tháng 3 năm 2009. Vật thể xa này có đường kính khoảng 188 km (120 dặm).

## Miêu tả
Sử dụng một kỷ nguyên của tháng 2 năm 2017, nó có trục bán chính nhật tâm lớn thứ hai của một hành tinh nhỏ không được phát hiện ra ngoài như một sao chổi. (2014 FE72 có trục bán chính nhật tâm lớn hơn.) 2012 DR30 có trục bán chính hai chiều 1032 AU. Trong kỷ nguyên của tháng 7 năm 2018, 2012 DR30 sẽ có trục bán chính lớn nhất của nó 1644 AU.2012 DR30 đã vượt qua 5,7 AU từ Sao Thổ vào tháng 2 năm 2009 và đã tấn công vào tháng 3 năm 2011 ở khoảng cách 14,5 AU từ Mặt trời (bên trong quỹ đạo của Sao Thiên Vương). Năm 2018, nó sẽ chuyển từ 18,2 AU sang 19,1 AU từ Mặt trời. Nó đến trái ngược vào cuối tháng ba. Với cường độ tuyệt đối là 7.1, vật thể có đường kính được công bố lần lượt là 185 và 188 km.Với vòng cung quan sát 14,7 năm, nó có quỹ đạo bị hạn chế tốt. Nó sẽ không còn là 50 AU từ Mặt trời cho đến năm 2047. Sau khi rời khỏi khu vực hành tinh của Hệ Mặt trời, 2012 DR30 sẽ có một câu cách ngôn hai năm 2049 AU với chu kỳ quỹ đạo là 33100 năm. Trong một hội nhập 10 triệu năm quỹ đạo, quỹ đạo danh nghĩa (phù hợp nhất) và cả hai bản sao 3-sigma vẫn nằm ngoài 12,2 AU (qmin) từ Mặt trời. Tóm tắt các tham số quỹ đạo barycentric là:
Trục bán chính: ~ 1032 AU 
Viễn điểm: ~ 2049 AU 
Giai đoạn: ~ 33.100 năm 
Dữ liệu lưu trữ từ JPL SBDB và MPC.